# Suspensie (scheikunde)

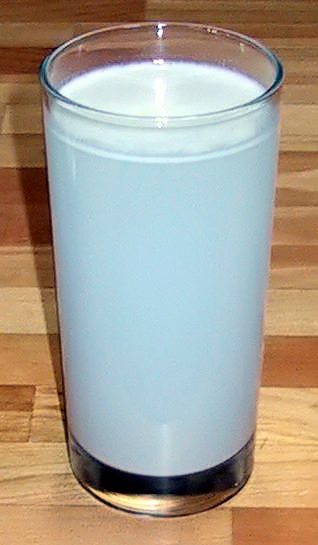
Water-meelsuspensie

In de fysische chemie wordt met een suspensie een mengsel van twee stoffen bedoeld waarvan de ene stof in zeer kleine deeltjes is gemengd met de andere stof en het mengsel zich niet snel laat scheiden. Over het algemeen betreft het een vaste stof die is gesuspendeerd in een vloeistof. Wanneer de deeltjes in het mengsel kleiner zijn dan 100 μm (micrometer), wordt het mengsel een colloïdale suspensie genoemd.

## Farmacie
In de farmacie kan het gaan over geneesmiddelen die niet oplossen in zalfbasissen, of over geneesmiddelen in siropen. Deze moeten steeds opgeschud worden vooraleer een dosis gebruikt of ingenomen wordt.
In het ideale geval heeft het vehikel, waarin het poeder gesuspendeerd werd, thixotrope eigenschappen.

## Voorbeelden
Alledaagse suspensies zijn bijvoorbeeld:
- Verf, een suspensie van kleurstoffen in water of terpentijn
- Roomijs, een suspensie van microscopische ijskristallen in room
- Sinaasappelsap, een suspensie van vruchtvlees in vruchtensap
- Klei, een suspensie van waterdruppels in een structuur van steendeeltjes
- Modder of slib, een suspensie van steendeeltjes in water